# Comuna Malooleksandrivka, Verhnodniprovsk
Malooleksandrivka (în ucraineană Малоолександрівка) este o comună în raionul Verhnodniprovsk, regiunea Dnipropetrovsk, Ucraina, formată din satele Adalîmivka, Dubove, Hranove, Kalînivka, Karla Marksa, Malooleksandrivka (reședința), Petrivka și Polivske.

## Demografie
Componența lingvistică a satului Malooleksandrivka
     Ucraineană (93%)
     Rusă (6,52%)
     Alte limbi (0,19%)
Conform recensământului din 2001, majoritatea populației satului Malooleksandrivka era vorbitoare de ucraineană (93%), existând în minoritate și vorbitori de rusă (6,52%).